# Notophysis caffra
Notophysis caffra es una especie de escarabajo longicornio del género Notophysis, tribu Cacoscelini, orden Coleoptera. Fue descrita científicamente por Audinet-Serville en 1832.
La especie se mantiene activa durante el mes de diciembre.

## Descripción
Mide 29-49 milímetros de longitud.

## Distribución
Se distribuye por República Sudafricana y Zimbabue.